# Narikala
Narikala (gruz. ნარიყალა) – starożytna twierdza wznosząca się nad Tbilisi – stolicą Gruzji, i rzeką Kurą. Twierdza, składająca się z dwóch otoczonych murem części, jest usytuowana na stromym wzgórzu pomiędzy łaźniami siarkowymi i ogrodami botanicznymi. Na niższym dziedzińcu znajduje się odrestaurowany ostatnio (przed 2010) kościół św. Mikołaja.
Do twierdzy można dostać się pieszo lub korzystając z kolei linowej, ze stacją początkową w Parku Europejskim.

## Historia
Powstała w IV wieku twierdza nosiła początkowo nazwę "Shuris-tsikhe" ("Niewdzięczny fort"). Fort został znacznie rozbudowany przez Umajjadów w VII wieku, a następnie przez króla Dawida Budowniczego (1089-1125). Mongołowie zmienili nazwę na "Narin Qala" (“Mała Twierdza”). Większość ocalałych fortyfikacji datuje się na XVI-XVII wiek. W 1827 roku część twierdzy została zniszczona przez trzęsienie ziemi i rozebrana.

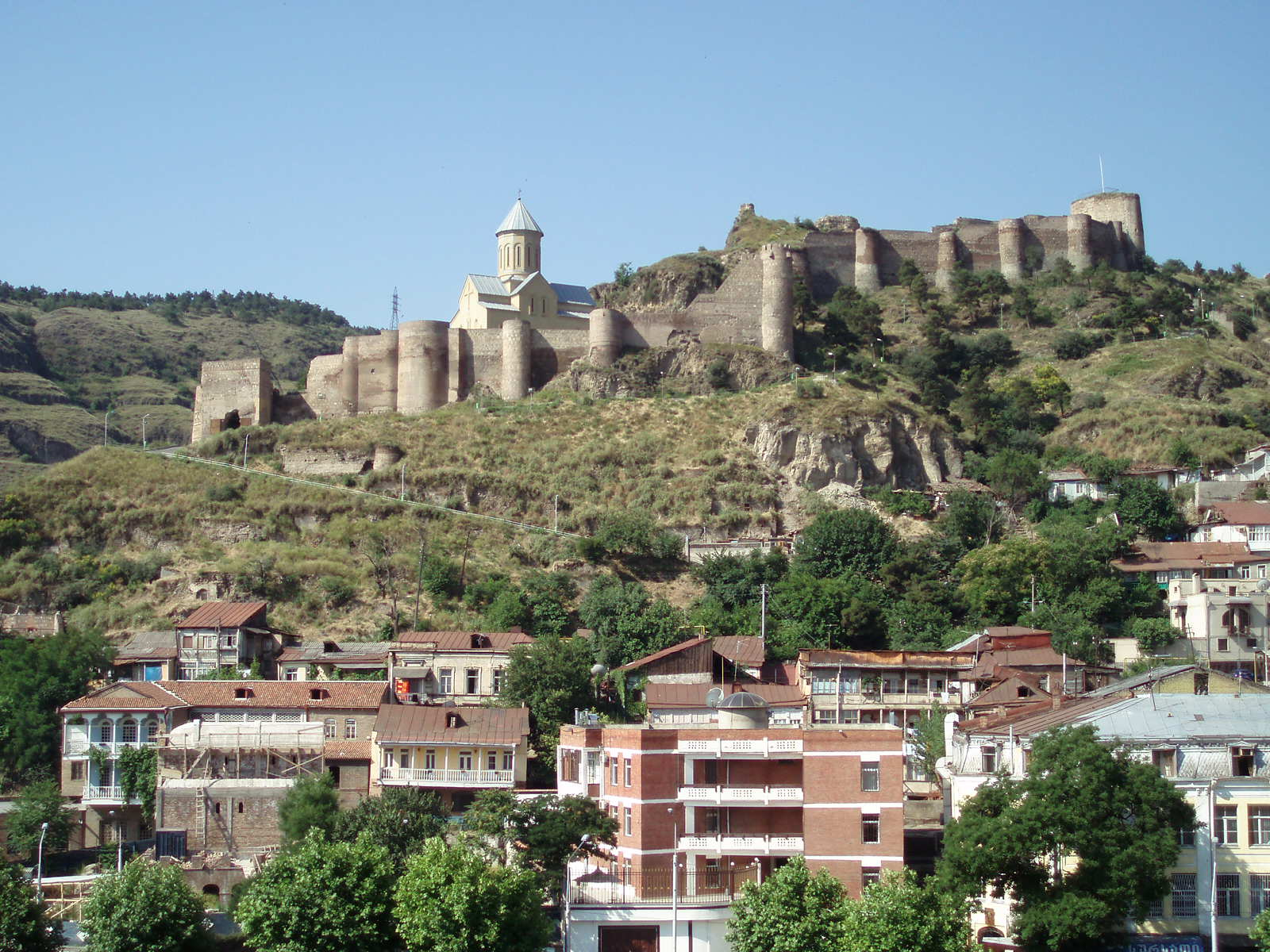
Narikala nad miastem
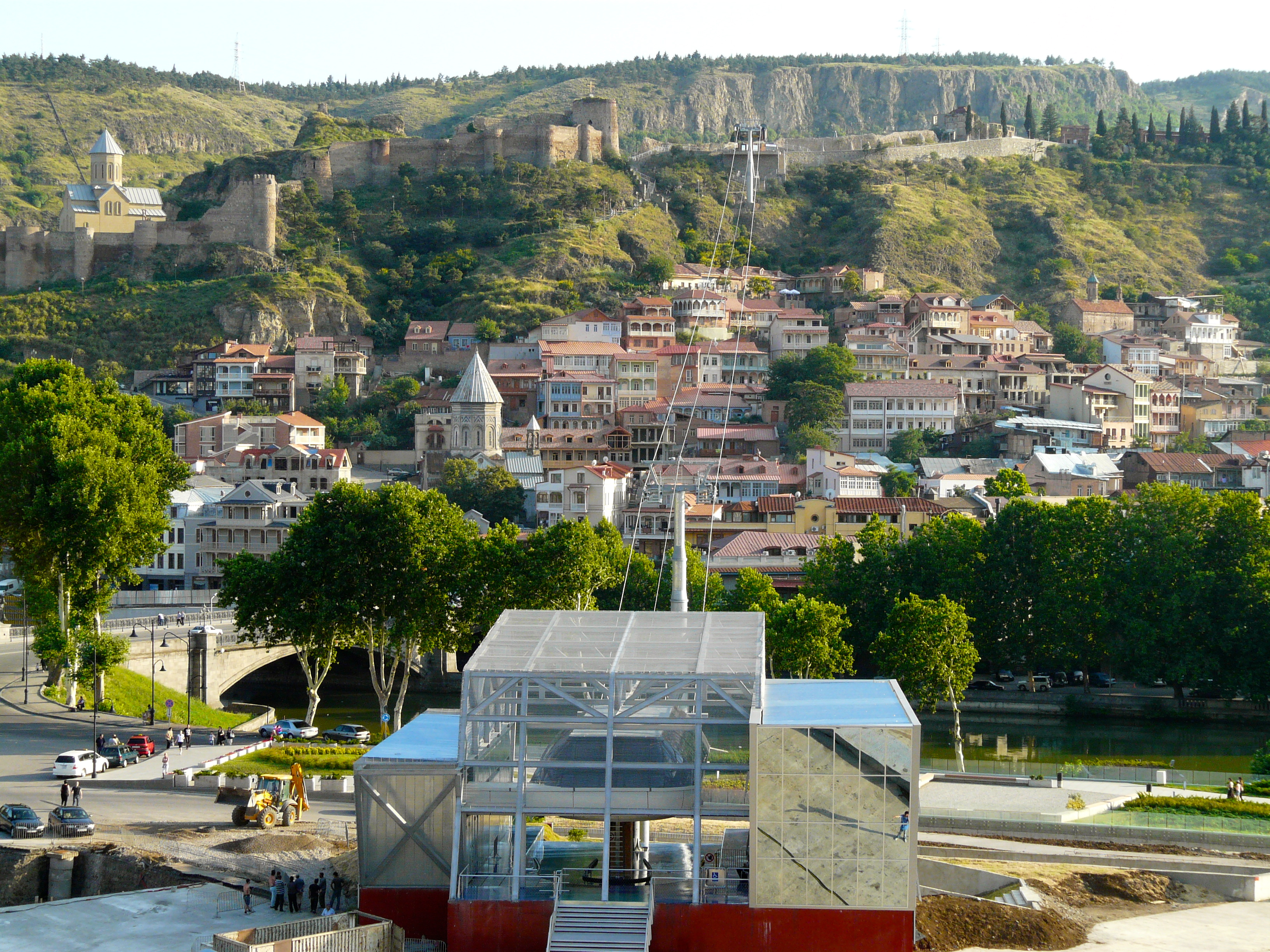
Kolej linowa prowadząca do twierdzy, Narikala po lewej
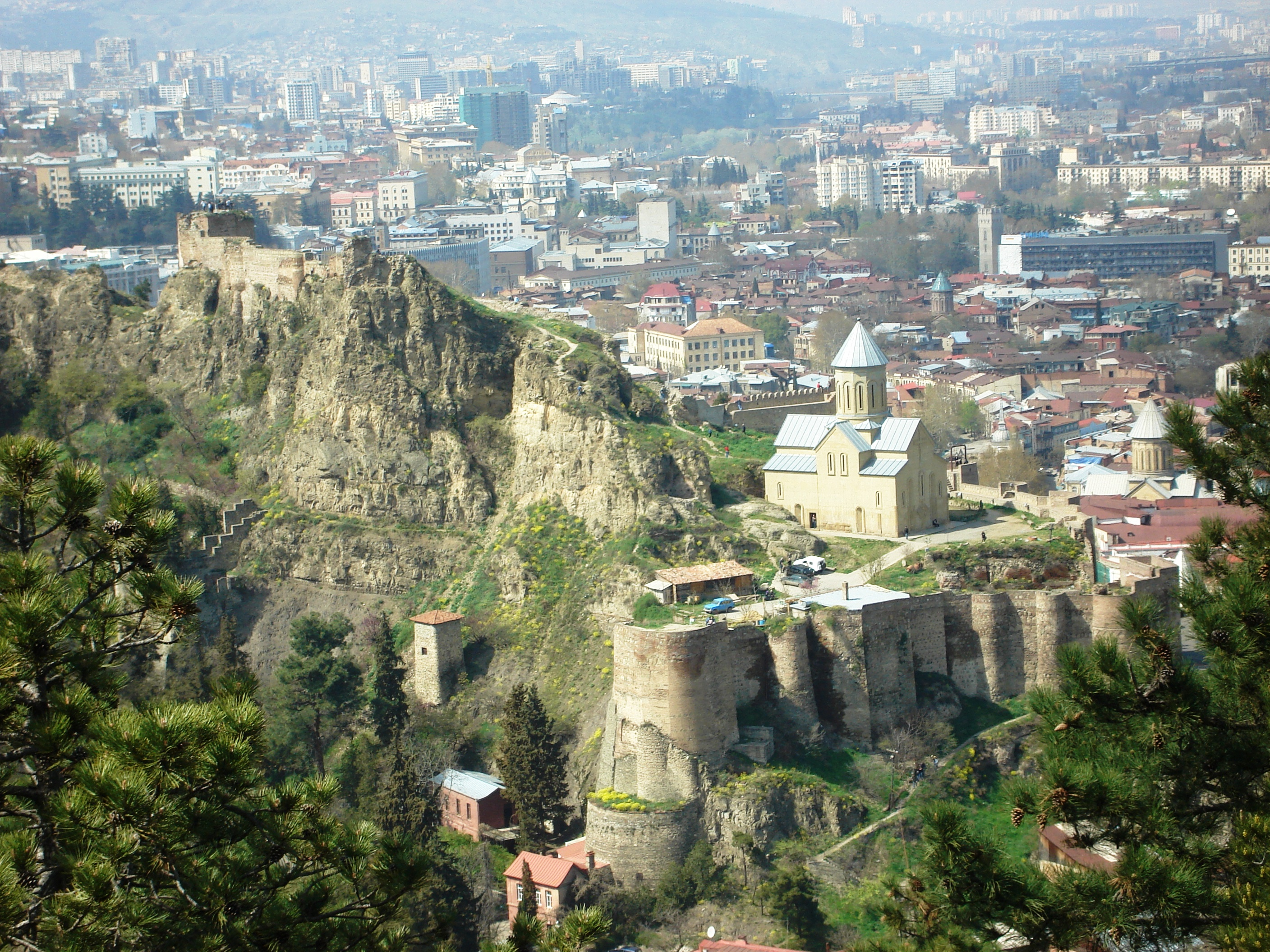
Twierdza i kościół św. Mikołaja
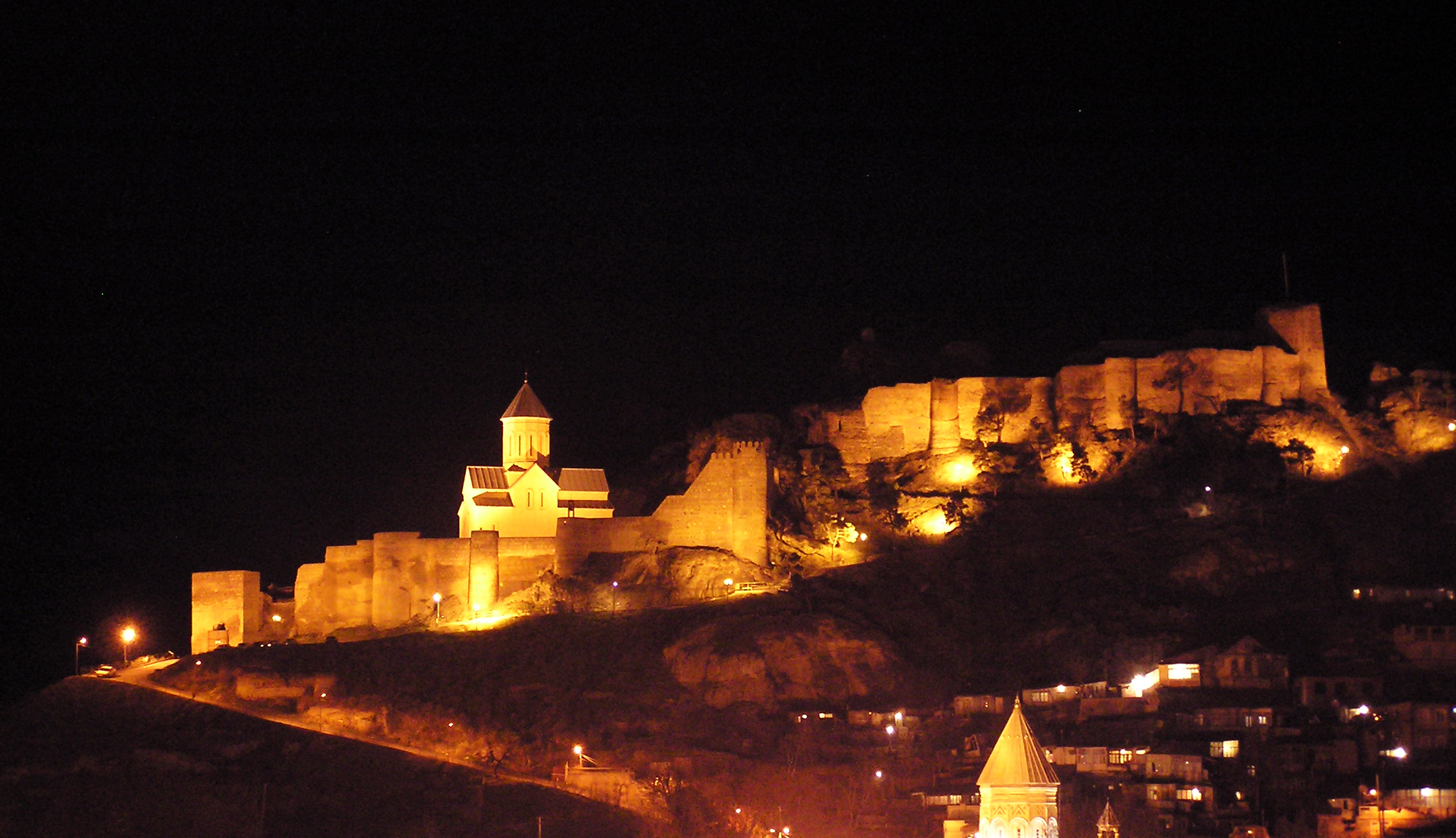
Twierdza w nocy
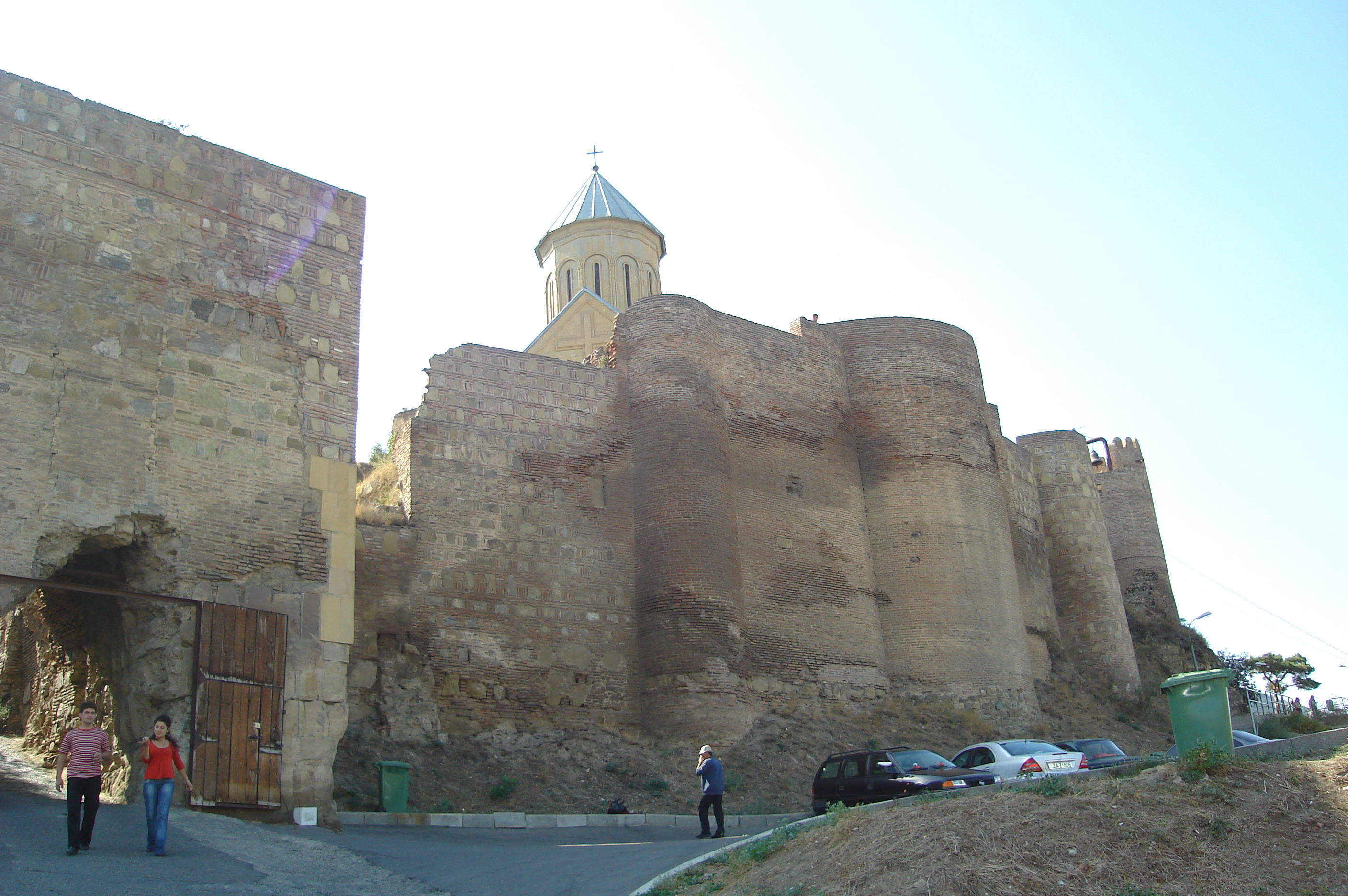